# Поморский пролив
Помо́рский проли́в — пролив в Северном Ледовитом океане, отделяет остров Колгуев от Тиманского берега. Соединяет Печорское море с основной частью Баренцева моря.
Длина около 100 км. Ширина от 60 до 100 км. Глубина до 57 м. Берег низменный, песчаный, местами заболочен.
В южной части пролива располагается остров Сенгейский. В северной части остров Колгуев отделён тремя косами: Западные, Южные и Восточные Плоские (Тонкие) Кошки. На побережье выделяется мыс Святой Нос. В северной части пролива находится губа Раменка, в южной части Горносталья губа и Колоколкова губа. В пролив впадают реки Большая Горносталья, Большая Ярыжная, Малая Ярыжная, Вельт, Чёрная, Сенгъяха и др.
Пролив назван по субэтносу русских поморы.
Средняя величина прилива на берегах Поморского пролива 1,0 м.
Пролив находится в акватории Ненецкого автономного округа. На берегу пролива находится населённый пункт Бугрино.